# Кристина Димитрова
 Тази статия е за българската певица.  За българската писателка и поетеса вижте Кристин Димитрова.  
Кристина Димитрова Димитрова е известна българска поп певица.

## Биография
Родена е на 31 юли 1960 г. в София. Завършва Естрадния отдел в Музикалната академия в класа на Стефан Анастасов (1981).
Солистка на оркестрите „Феротон“ (ведомствената група на металургичния комбинат „Кремиковци“, худ. ръководител: Тончо Русев), „Спектър“, „Метроном“ (диригент: Панайот Славчев), „София“ (диригент: Димитър Симеонов) и „Динамит брас бенд“.
Hай-голям принос за утвърждаването ѝ имат композиторката Мария Ганева (която написва много от най-популярните ѝ песни) и Иван Тенев (неин продуцент, съпруг и автор на почти всички текстове).
Особена популярност придобива дуетът ѝ с Орлин Горанов (от 1983), който използва формулата на успеха на Ал Бано и Ромина Пауър („Детски спомен“, „С днешна дата“...).
Представяла е песни на Младежкия конкурс за забавна песен, конкурса „Песни за морето, Бургас и неговите трудови хора“ и „Златният Орфей“. Участва на международния фестивал в Сопот, Полша през 1986 г. (почетен диплом на кметството в Сопот и награда на музикалните журналисти) и е удостоена с награда на I фестивал „Мир, песни, туризъм“ в Тбилиси, СССР през същата година. Носителка е още на I награда от международния фестивал „Гастон“ – 1986 в Манагуа, Никарагуа, има две първи + награда на публиката на конкурса „Бургас и морето“, II награда на Международния фестивал „Златен Орфей“, както и ІII награда за дует с Георги Станчев, а дуетът ѝ с Васил Петров „Като марка и писмо“ има ІІ награда на конкурса „Бургас и морето“ за текста на Иван Тенев.
Концертните ѝ изяви включват международни турнета в СССР, ГДР, Полша, Румъния, Гърция, Великобритания (по време на Европейското първенство по футбол – 1996) и Франция (в дните на Световното първенство по футбол – 1998), Куба, Никарагуа, Италия, Кипър, Сирия, Алжир, Австрия, Босна и Херцеговина, САЩ (1999, 2000), а през 2004 г. – национално турне с Васил Найденов и Орлин Горанов.
През 2003 г. печели І награда на Еврофест в Скопие за песента „Сакам“ (м. Валентин Пензов, т. Иван Тенев, ар. Магомед Геланиевич-Мага) – в дует с Тодор Георгиев. Един от последните ѝ видеоклипове, който заснема, е на песента „Коледа“ (м. Явор Кирин, т. Иван Тенев, ар. Емил Бояджиев), в който участват нейни приятели и колеги – Анн Джи, Янис, Явор Кирин, Владо от група Safo, Искрен Пецов, Цветомир Анастасов. През 2006 г. Кристина Димитрова участва в Пролетния радиоконкурс в дует с Орлин Горанов с песента „Милион и едно“ и подготвя нови самостоятелни песни.
През годините на нейното творчество с нея работят композитори като Зорница Попова, Найден Андреев, Мария Ганева, Морис Аладжем, Атанас Косев, Вили Казасян и др.
Кристина Димитрова има издадени албуми с Орлин Горанов, с когото имат записани много дуетни песни.
Участва във VIP Brother 7 през септември 2015 г.
През 2021 г. излиза албумът ѝ „Сладките неща“, посветен на лятото.

## Личен живот
Кристина Димитрова е била омъжена за журналиста Иван Тенев (роден 1951 г.) и имат един син Димитър. След това е била съпруга на футболиста Георги Димитров – Джеки (1959 – 2021), от когото има син Мартин. От 1994 г. неин партньор в живота е Васил Чипев (роден 1972 г.). 

## Награди
| Година | Награда                               | Песен / Композитор                  | Фестивал                                                           | Град / Държава             |
| ------ | ------------------------------------- | ----------------------------------- | ------------------------------------------------------------------ | -------------------------- |
| 2004   | Голямата награда с Орлин Горанов      | „Да можех“ (муз. Явор Кирин)        | Фестивал за забавна песен „Бургас и морето“                        | Бургас                     |
| 2003   | I награда                             | „Сакам“ (муз. Валентин Пензов)      | Международен фестивал „Еврофест“                                   | Скопие · Северна Македония |
| 2002   | II награда с Васил Петров             | „Като марка и писмо“                | Фестивал за забавна песен „Бургас и морето“                        | Бургас                     |
| 1999   | II награда с Орлин Горанов            | „Отлитащ миг“                       | Фестивал за забавна песен „Бургас и морето“                        | Бургас                     |
| ?      | II награда                            |                                     | Международен фестивал „Златният Орфей“                             | Слънчев бряг               |
| ?      | III награда с Георги Станчев          |                                     | Международен фестивал „Златният Орфей“                             | Слънчев бряг               |
| ?      | I награда                             |                                     | Фестивал за забавна песен „Бургас, морето и неговите трудови хора“ | Бургас                     |
| ?      | I награда                             |                                     | Фестивал за забавна песен „Бургас, морето и неговите трудови хора“ | Бургас                     |
| ?      | Награда на публиката                  |                                     | Фестивал за забавна песен „Бургас, морето и неговите трудови хора“ | Бургас                     |
| 1986   | I награда                             | за изпълнител                       | Международен фестивал „Гастон“                                     | Манагуа · Никарагуа        |
| 1986   | Награда                               | за изпълнител                       | Международен фестивал „Мир, песни, туризъм“                        | Тбилиси · СССР             |
| 1986   | Почетен диплом на кметството на Сопот | за изпълнител                       | Международен фестивал на песните в Сопот                           | Сопот · Полша              |
| 1986   | Награда на музикалните журналисти     | за изпълнител                       | Международен фестивал на песните в Сопот                           | Сопот (Полша) · Полша      |
| 1983   | Награда на Балкантон                  | „Пак ще е ден“ (муз. Стела Донкова) | XIV „Младежки конкурс за забавна песен“                            | София                      |

## Участия в дует, на фестивали и конкурси
| Година | Партньор       | Песен / Композитор                               | Фестивал                                                           | Град / Държава |
| ------ | -------------- | ------------------------------------------------ | ------------------------------------------------------------------ | -------------- |
| 2006   | Орлин Горанов  | „Милион и едно“ (м. Валентин Пензов)             | Радиоконкурс „Пролет“                                              | София          |
| 2003   | Тодор Георгиев | „Искам“ (м. Валентин Пензов)                     | Фестивал за забавна песен „Бургас и морето“                        | Бургас         |
| 1997   | Георги Станчев | „Душа душа докосна“ (м. Димитър Пенев)           | Международен фестивал „Златният Орфей“                             | Слънчев бряг   |
| 1993   | Орлин Горанов  | „Колко ли пъти“ (м. Росалин Наков)               | Международен фестивал „Златният Орфей“                             | Слънчев бряг   |
| 1987   | Орлин Горанов  | „Навярно до края“ (м. Вячеслав Кушев)            | Фестивал за забавна песен „Бургас, морето и неговите трудови хора“ | Бургас         |
| 1984   | Орлин Горанов  | „Направи един човек щастлив“ (м. Недко Трошанов) | Радиоконкурс „Пролет“                                              | София          |
| 1983   | Орлин Горанов  | „Сън“ (м. Димитър Пенев)                         | Радиоконкурс „Пролет“                                              | София          |

## Дискография

### Студийни албуми
| Година | Албум             | Вид     | Издател            | Каталожен номер |
| ------ | ----------------- | ------- | ------------------ | --------------- |
| 2021   | „Сладките неща“   | CD      | Кристина Димитрова |                 |
| 2010   | „Super Hits“      | CD      | BG Music Company   |                 |
| 2004   | „Хаос“            | CD      | Орфей мюзик        | МК 18391        |
| 2000   | „Розов свят“      | CD      | Милена рекърдс     | MR 20023 – 2    |
| 1999   | „Целуни ме“       | CD      | Милена рекърдс     | MR 99004        |
| 1997   | „Вечен празник“   | МС и CD | Балкантон          | BTMC 7800       |
| 1992   | „Скъсана струна“  | CD      | Старс рекърдс      |                 |
| 1988   | „Мона Лиза“       | LP      | Балкантон          | BTA 12380       |
| 1987   | „Добре ми е така“ | LP      | Балкантон          | BTA 11991       |

### Дуетни албуми с Орлин Горанов
| Година | Албум               | Вид     | Издател         | Каталожен номер |
| ------ | ------------------- | ------- | --------------- | --------------- |
| 2000   | „Ти и аз“           | CD      | Милена рекърдс  | MR 20006 – 2    |
| 2001   | „Избрано“           | МС и CD | Ара Аудио-видео |                 |
| 1990   | „The best“          | CD      | Балкантон       | ADD 070082      |
| 1988   | „Да не губим време“ | LP      | Балкантон       | ВТА 12164       |
| 1986   | „Детски спомен“     | LP      | Балкантон       | ВТА 11727       |

### Сингли/ Малки плочи
| Година | Сингъл | Вид | Издател   | Каталожен номер |
| ------ | --- | --- | --------- | --------------- |
| 1986   | „Вчера, днес и утре“ | SP  | Балкантон | BTK 3848        |
| 1983   | „XIV Младежки конкурс за забавна песен“ Благовест и Светослав Аргирови „Миг след миг“/ Кристина Димитрова „Пак ще е ден“ | SP  | Балкантон | BTK 3769        |

### Песни в сборни албуми
| Година | Албум/Песен                                                                           | Вид | Издател   | Съавтор                         |
| ------ | ------------------------------------------------------------------------------------- | --- | --------- | ------------------------------- |
| 2007   | „Excess“ „До мен“ (музика Душан Янушевич) „Вълшебен цвят“ (м. Кирил Маричков)         |     |           | Искрен Пецов                    |
| 2006   | „Пясъчно сърце“ (м. Александър Савелиев)                                              |     |           | група „Узурпатори“              |
| 2006   | Радиоконкурс „Пролет“ „Милион и едно“ (м. Валентин Пензов)                            |     |           | Орлин Горанов                   |
| 2003   | „През годините с песните на Валентин Пензов“ „Сакам“ (м. Валентин Пензов)             |     |           | Теди Георгиев                   |
| 2003   | „Бургас и морето“ „Искам“ (м. Валентин Пензов)                                        |     |           | Тодор Георгиев                  |
| 2001   | Теди Георгиев „Парти“ „Обич моя“ (м. Теди Георгиев)                                   |     |           | Теди Георгиев                   |
| 1997   | „Златният Орфей“ „Душа душа докосна“ (м. Димитър Пенев)                               |     |           | Георги Станчев                  |
| 1996   | „Златният Орфей“ „Колко ли пъти“ (м. Росалин Наков)                                   |     |           | Орлин Горанов                   |
| 1996   | „Сини шампиони“ – песен за футболен клуб „Левски“ (м. Мария Ганева)                   |     |           | сборна формация                 |
| 1996   | „Националната електрическа компания“ „Накъде“ (м. Мария Ганева)                       |     |           | сборна формация                 |
| 1990   | „Без следа“                                                                           | LP  | Балкантон | Орлин Горанов                   |
| 1990   | „Мария Ганева“ „Вчера, днес, утре“ / „Календар“ / „Рицар без броня“ (м. Мария Ганева) | LP  | Балкантон |                                 |
| 1988   | „Под небето на България“ „Какво е приятелството“ (м. Борис Карадимчев)                | LP  | Балкантон | „Пим-пам“                       |
| 1988   | „21 забавни детски песни за животните“ „Носорог“ (м. Асен Драгнев)                    | LP  | Балкантон | Орлин Горанов                   |
| 1988   | Александър Бръзицов „Избрани песни 2“ „Среща“ (м. Александър Бръзицов)                | LP  | Балкантон |                                 |
| 1987   | „Пим-пам“ „Немирните джуджета“ (м. Борис Карадимчев)                                  | LP  | Балкантон | „Пим-пам“                       |
| 1987   | „Песни за Бургас и морето“ „Навярно до края“ (м. Вячеслав Кушев)                      | LP  | Балкантон | Орлин Горанов                   |
| 1987   | Бюро за младежки туризъм „Орбита“ „Грузия, обичам те“ (м. Георги Денков)              | SP  | Балкантон | Веселин Маринов и Георги Денков |
| 1987   | „Стадион“ „Шампион“ (м. Мария Ганева)                                                 | LP  | Балкантон |                                 |
| 1987   | „Естрадна мозайка 5“ „Неволя“ (м. Мария Ганева)                                       | LP  | Балкантон |                                 |
| 1987   | Димитър Ковачев „Избрани песни“ „Бързай“ (м. Димитър Ковачев)                         | LP  | Балкантон |                                 |
| 1986   | „Кремиковски искри 4“ „Един човек край нас“ (м. Чавдар Селвелиев) „Това съм аз“       | LP  | Балкантон | Орлин Горанов                   |
| 1984   | „Диско спектър 2“ „Спомен от стара лента“                                             | LP  | Балкантон | Орлин Горанов                   |
| 1984   | „Естрадна панорама 3“ „Може би“                                                       | LP  | Балкантон |                                 |
| 1983   | „Естрадна мозайка 3“ „Една сред много други“                                          | LP  | Балкантон | Орлин Горанов                   |
| 1983   | радиоконкурс „Пролет“ „Сън“ (м. Димитър Пенев)                                        | LP  | Балкантон | Орлин Горанов                   |
| 1983   | Ангел Заберски „Избрани песни 2“ „Една сълза“ (м. Ангел Заберски)                     | LP  | Балкантон |                                 |